# Orocué (kommun)
Orocué är en kommun i Colombia.   Den ligger i departementet Casanare, i den centrala delen av landet, 280 km öster om huvudstaden Bogotá. Antalet invånare är 7 717.